# Henryk Młynarczyk (lekkoatleta)
Henryk Młynarczyk (ur. 20 października 1930 w Staninie, zm. 7 czerwca 2015) – polski lekkoatleta, brązowy medalista mistrzostw Polski seniorów w biegu rozstawnym 4 × 100 metrów.

## Życiorys
Studiował w Wyższej Szkole Wychowania Fizycznego w Poznaniu. W 1955 roku podczas Mistrzostw Polski Seniorów w Lekkoatletyce zdobył brązowy medal w biegu rozstawnym 4 × 100 metrów. Po zakończeniu kariery zawodniczej został trenerem lekkoatletyki i działaczem sportowym w Białogardzie, gdzie pełnił między innymi funkcję trenera i prezesa BKS Iskra Białogard. Wśród jego wychowanków był między innymi późniejszy Prezydent RP Aleksander Kwaśniewski. Był współtwórcą stadionu lekkoatletycznego w Białogardzie (z pierwszą w województwie bieżnią z nawierzchnią tartanową). W latach 1962–1973 był dyrektorem Liceum im. Bolesława X w Białogardzie
W latach 1962–1970 i 1981-1995 był prezesem Okręgowego Związku Lekkiej Atletyki w Koszalinie. Był Honorowym Członkiem Polskiego Związku Lekkiej Atletyki oraz Honorowym Obywatelem Miasta Białogard.